# Järsnäs kyrka

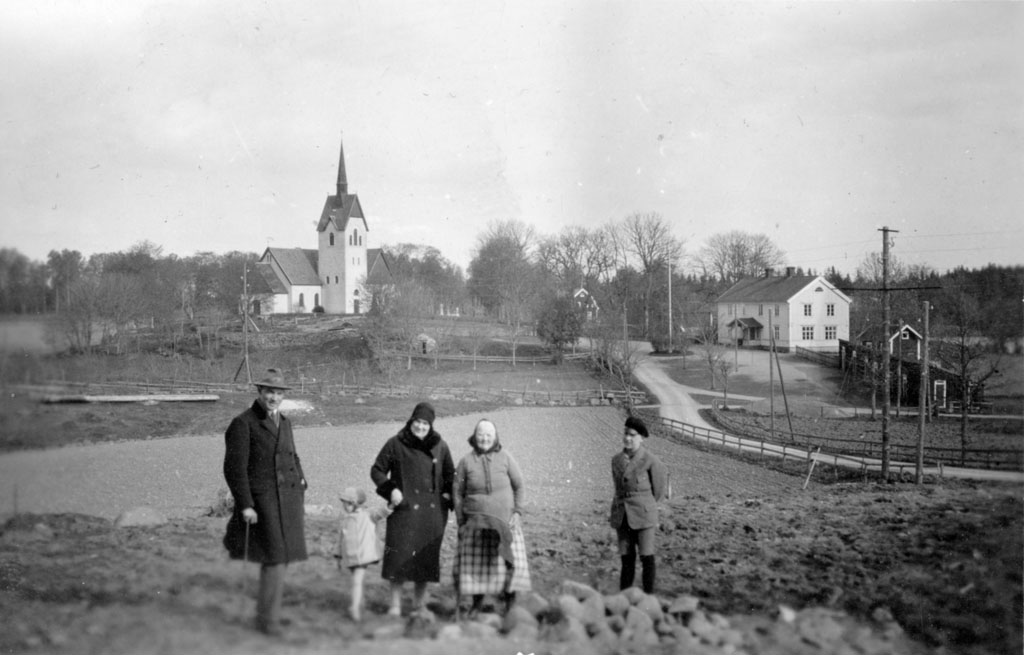
Familj i Järsnäs under 1920-talet, med kyrkan i bakgrunden.

Järsnäs kyrka används av Svenska kyrkan, och är en kyrkobyggnad i Järsnäs i Sverige. Den har anor från medeltiden, och byggdes om 1905.

## Orgel
- 1823 bygger Nils Ahlstrand, Norra Solberga en orgel med 8 1/2 stämmor. Den såldes 1906 till Länsmuseet i Jönköping och sattes upp i Bäckaby gamla kyrka i Jönköpings stadspark.
- 1906 bygger Johannes Magnusson, Göteborg, en orgel med 11 stämmor.
- 1978 bygger Tostareds orgelbyggeri, Tostared, en mekanisk orgel. Fasaden är från 1906 års orgel.

| Huvudverk I  | Svällverk II      | Pedalverk     | Koppel |
| Gedackt 8'   | spetsflöjt 8'     | Subbas 16'    | I/P    |
| Principal 4' | Koppelflöjt 4'    | Borduna 8'    | II/P   |
| Hålflöjt 4'  | Principal 2'      | Kvintadena 4' | II/I   |
| Gemshorn 2'  | Nasat 1 1/3'      |               |        |
| Mixtur 3 ch  | Skalmeja 8'       |               |        |
|              | Tremulant         |               |        |
|              | Crescendosvällare |               |        |

### Fotnoter
1. ↑  ”Järsnäs kyrka”. Kyrkokartan. http://www.kyrkokartan.se/058359/J%C3%A4rsn%C3%A4s_kyrka. Läst 28 juli 2012.